# Eric Girard (homme politique, 1966)
Pour les articles homonymes, voir Éric Girard et Girard.
Ne doit pas être confondu avec Éric Girard (homme politique, 1970).
Eric Girard, né le 9 octobre 1966 à Sept-Îles, est un homme politique québécois et l'actuel ministre des Finances du Québec.
Depuis les élections générales québécoises de 2018, il représente la circonscription de Groulx à l'Assemblée nationale du Québec, sous la bannière de la Coalition avenir Québec.
Économiste de formation, Eric Girard est auparavant premier vice-président et trésorier de la Banque nationale du Canada.

## Biographie

### Enfance et études
Né le 9 octobre 1966 à Sept-Îles, Eric Girard grandit à Québec. Il détient un baccalauréat en économie et finance de l'Université McGill ainsi qu'une maîtrise en économie de l'Université du Québec à Montréal.

### Carrière professionnelle
Eric Girard cumule plus de 25 ans d'expérience dans le domaine de la finance,. Avant les élections provinciales de 2018, il est premier vice-président et trésorier de la Banque nationale du Canada.
Il siège aux conseils d'administration de la Fondation du CHU Sainte-Justine (2014-2018) et du CIRANO (2012-2015), ainsi qu'au conseil d'établissement de l’Académie Saint-Clément (2011-2015).

### Carrière politique
Eric Girard fait ses débuts en politique lors des élections fédérales canadiennes de 2015 comme candidat du Parti conservateur du Canada dans la circonscription de Lac-Saint-Louis. Il est défait par le libéral sortant, Francis Scarpaleggia.
Lors des élections générales québécoises de 2018, il est élu député à l'Assemblée nationale du Québec avec plus de 7 000 voix de majorité dans la circonscription de Groulx, sous la bannière de la Coalition avenir Québec. Le 18 octobre 2018, il est nommé ministre des Finances du Québec par François Legault. Il est également nommé ministre responsable de la région de Laval, poste qu'il occupera jusqu'au 20 août 2020,.
Il présente un des premiers projets de loi du gouvernement, la Loi visant l'instauration d’un taux unique de taxation scolaire, qui sera adoptée le 9 décembre 2022, réalisant une des promesses de la plateforme électorale. Il présente son premier budget le 19 mars 2019 sous le signe de la baisse du fardeau fiscal et des investissements en santé et en éducation.
À la suite d'un rapport de la commissaire à l'éthique et à la déontologie, il remplace Pierre Fitzgibbon à titre de ministre de l'Économie et de l'Innovation du 2 juin 2021 au 1er septembre 2021, jusqu'à ce que ce dernier vende ses actions dans Immervision et White Star Capital, actions qui le plaçaient en contravention du code d'éthique des élus de l'Assemblée nationale du Québec,.
Eric Girard est réélu lors des élections du 3 octobre 2022 avec plus de 11 000 votes de majorité dans la même circonscription. Il présente le premier projet de loi de la 43e législature, la Loi limitant l'indexation de plusieurs tarifs gouvernementaux, promesse-phare du gouvernement lors de la campagne électorale.
En novembre 2023, sa décision d'octroyer une subvention de 5 à 7 M$ aux Kings de Los Angeles pour la présentation de deux matchs préparatoires au Centre Vidéotron provoque une levée de boucliers dans l'opinion publique,.

## Résultats électoraux

### Provincial - Circonscription de Groulx
|                                                                                               | Nom                       | Parti            | Nombre de voix | %      | Maj.   |
| --------------------------------------------------------------------------------------------- | ------------------------- | ---------------- | -------------- | ------ | ------ |
|                                                                                               | Eric Girard (sortant)     | Coalition avenir | 17 431         | 47,7 % | 11 512 |
|                                                                                               | Marie-Noëlle Aubertin     | Québec solidaire | 5 919          | 16,2 % | -      |
|                                                                                               | Jeanne Craig-Larouche     | Parti québécois  | 5 588          | 15,3 % | -      |
|                                                                                               | Audrey Medaino-Tardif     | Libéral          | 4 024          | 11 %   | -      |
|                                                                                               | Valerie Messore           | Conservateur     | 3 177          | 8,7 %  | -      |
|                                                                                               | Victoria Shahsavar-Arshad | Vert             | 368            | 1 %    | -      |
| Total                                                                                         | Total                     | Total            | 36 507         | 100 %  |        |
| Le taux de participation lors de l'élection était de 68,5 % et 422 bulletins ont été rejetés. |                           |                  |                |        |        |

|                                                                                               | Nom                         | Parti               | Nombre de voix | %      | Maj.  |
| --------------------------------------------------------------------------------------------- | --------------------------- | ------------------- | -------------- | ------ | ----- |
|                                                                                               | Eric Girard                 | Coalition avenir    | 14 771         | 40,6 % | 7 402 |
|                                                                                               | Sabrina Chartrand           | Libéral             | 7 369          | 20,3 % | -     |
|                                                                                               | Fabien Torres               | Québec solidaire    | 6 268          | 17,2 % | -     |
|                                                                                               | Jean-Philippe Meloche       | Parti québécois     | 5 745          | 15,8 % | -     |
|                                                                                               | Claude Surprenant (sortant) | Indépendant         | 812            | 2,2 %  | -     |
|                                                                                               | Robin Dick                  | Vert                | 802            | 2,2 %  | -     |
|                                                                                               | Vincent Aubé                | Conservateur        | 368            | 1 %    | -     |
|                                                                                               | Chantal Lavoie              | Citoyens au pouvoir | 235            | 0,6 %  | -     |
| Total                                                                                         | Total                       | Total               | 36 370         | 100 %  |       |
| Le taux de participation lors de l'élection était de 70,2 % et 604 bulletins ont été rejetés. |                             |                     |                |        |       |

### Fédéral - Circonscription de Lac-Saint-Louis
|       | Candidat                       | Parti          | # de voix | % des voix |
|       | Eric Girard                    | Conservateur   | +10 857,  | 17,42 %    |
|       | Gabriel Bernier                | Bloc québécois | +01 681,  | 2,7 %      |
|       | (sortant) Francis Scarpaleggia | Libéral        | +39 965,  | 64,14 %    |
|       | Ryan Young                     | NPD            | +07 997,  | 12,83 %    |
|       | Bradford Dean                  | Vert           | +01 812,  | 2,91 %     |
| Total | Total                          | Total          | 62 312    | 100 %      |